# صالح فوزان
صالح فوزان (13 فبراير 1956، الرياض) منتج وسيناريست سينمائي سعودي مهاجر منذ 1986. عمل منتجاً بالسينما المصرية من عام 1986 حتى عام 1997، وأنتج خلالها 34 فيلما روائيًا طويلًا من خلال شركة شامل للإنتاج والتوزيع الفني المصرية التيأسسها في منتصف الثمانينات، وكذلك أسس مع الأمير تركي بن محمد شركة شامل للإنتاج والتوزيع الفني السعودية ومركزها الرئيسي الرياض وفروعها في كل من المنطقة الغربية والشرقية والجنوبية وزعت شركة شامل السعودية مئات الأفلام المصرية والأمريكية والهندية خلال إدارته للشركة بين أعوام 1986 و1997.
شارك بإنتاج الفيلم التونسي الفرنسي البلجيكي «قوايل الرمان»، كما عمل مساعد مخرج تحت التمرين بفيلم «قوايل الرمان». درس البناء الدرامي «كتابة سيناريو» بدورتين عامي 1996 و 1997 في بروكسل بلجيكا على يدي المخرج والسيناريست محمود بن محمود. تفرغ لدراسة الإخراج السينمائي دراسة حرة ببيروت مدة 4 سنوات من 1998 حتى 2001. عمل محاضراً زائراً في بعض الجامعات بين عامي 2007 و 2008 و2009.
حصل على أكثر من 30 جائزة عربية ودولية أبرزها جائزة الشمال لدعم أفلام الجنوب المقدمة من المركز السينمائي الفرنسي «ككاتب سيناريو». وميدالية مواطن شرف مدينة نانت عام 2000. أسس مؤسسة فوزان فيلم بالرياض السعودية عام 1998 في محاولة لإنتاج سينما سعودية وكان أول المشاريع فيلم سنين الرحمة الذي لم يتم تصويره حتى تاريخه.

## كاتب سيناريو
1. فيلم سنين الرحمة، السعودية
2. فيلم رطرط، السعودية

## التعليم والخبرة
- ورش البناء الدرامي، بروكسل، بلجيكا 1996-1997

ورش كتابة السيناريو
- دراسة حرة منتظمة (الإخراج السينمائي) 1998-2001

- البحث الشخصي 2000-2003

إخراج سينمائي
- خبرة مهنية في الإنتاج والتوزيع السينمائي، 30 عاماً
- أستاذ محاضر في الجامعة اللبنانية الألمانية، 2007-2009

معهد الفنون المرئية والجميلة

## إخراج
1. مساعد مخرج متمرن، فيلم قوايل الرمان، إخراج محمود بن محمود. تونسي فرنسي بلجيكي
2. مشروع إخراج فيلم سنين الرحمة.السعودية

## إنتاج
1 - فيلم ديك البرابر: إخراج حسين كمال نبيلة عبيد فاروق الفيشاوي عبد الله غيث مصر
2 - فيلم عتبة الستات: إخراج علي عبد الخالق	نبيلة عبيد 	فاروق الفيشاوي 	صفية العمري		مصر
3 - فيلم رغبات: إخراج كريم ضياء الدين رغده		فاروق الفيشاوي		كوثر الباردي مصر
4 - فيلم الحب والرعب: إخراج كريم ضياء الدين شر يهان		محمود الجندي مصر
5 - فيلم وتمت أقواله: إخراج مجدي محرم		صفية العمري يحي الفخراني سعيد صالح مصر
6 - فيلم رجل مهم جدا: إخراج عصام الشماع 	فاروق الفيشاوي	إيمان 		وفاء عامر مصر
7 - فيلم طريق الشر: إخراج محمد مرزوق		عزت العلا يلي بوسي سلوى خطاب مصر
8 - فيلم مصرع الذئاب: إخراج أحمد صقر		رغده		كرم مطاوع مصر
9 - فيلم رجال بلا ثمن: إخراج عبد الهادي طه	الهام شاهين	سعيد صالح يوسف شعبان مصر
10- فيلم كلبشات: خراج أحمد صقر		سعيد صالح	سماح أنور 	سمير صبري مصر
11- فيلم فخ الثعالب: إخراج محمد مرزوق		أحمد عبد العزيز	سمية الألفي مصر
12- فيلم مهمة في منتصف الليل: خراج مها عرام		حسين فهمي	نهلة سلامة مصر
13- فيلم موزع بريد: إخراج مها عرام يونس شلبي	إيمان مصر
14- فيلم هرم للإيجار: إخراج مها عرام		أشرف عبد الباقي	سعاد نصر مصر
15- فيلم جدعان الحلمية: إخراج نجدي حافظ		أحمد راتب فايزة كمال 	محمود الجندي مصر
16- فيلم لو كنت مكاني: إخراج شريف حمودة		سعيد صالح	عزة بلبع مصر
17- فيلم ليل ورجال: إخراج شريف حمودة	أحمد عبد العزيز	سمية الألفي مصر
18- فيلم أحلى من الشرف ما فيش: إخراج سمير حافظ		محمود الجندي	نبيلة كرم مصر
19- فيلم بلطية بنت بحري: إخراج صلاح سري		سعيد صالح	دلال عبد العزيز مصر
20- فيلم زمن الأقوياء: إخراج أحمد ثروت		حاتم ذو الفقار فريدة سيف النصر مصر
21- فيلم تحت الربع: إخراج شريف حمودة	سعيد صالح صابرين		شويكار مصر
22- فيلم خميس يغزو القاهرة: إخراج سيد سيف		سعيد صال دلال عبد العزيز	أحمد راتب مصر
23- فيلم خيانة: إخراج شريف حمودة	سمير صبري	سماح أنور مصر
24- فيلم غراميات سايس: إخراج سمير حافظ		أشرف عبد الباقي شيرين مصر

## منتج ممول (توزيع خارجي)
1 - فيلم ولاد الإيه: إخراج شريف يحي		أحمد زكي ميرفت أمين مصر
2 - فيلم يا ناس يا هوه: إخراج عاطف سالم		كمال الشناوي صابرين		سهير البابلي مصر
3 - فيلم المعلمة سماح: إخراج محمد عبد العزيز مديحه كامل	عزت العلايلي مصر
4 - فيلم ليلة عسل: إخراج محمد عبد العزيز	عزت العلايلي	سهير البابلي	سماح أنور مصر
5 - فيلم العقرب: إخراج عادل عوض		شر يهان		كمال الشناوي مصر
6 - فيلم السقوط: إخراج عادل الأعصر 	مديحه كامل فاروق الفيشاوي مصر
7 - فيلم عودة الهارب: إخراج يوسف أبو سيف	محمود ياسين لوسي		شهيرة مصر
8 - فيلم إحنا اللي سرقنا الحرامية: إخراج مدحت السباعي محمد صبحي صابرين مصر
9 - فيلم الكذاب وصاحبه: إخراج أحمد ثروت 	فؤاد المهندس	لبلبه		احمد بدير مصر
10- فيلم اللعب بالنار: خراج ناصر حسين		سمير صبري	سماح أنور مصر
11-فيلم قوايل الرمان: إخراج محمود بن محمود	هشام رستم	ياسمين البحري تونس فرنسا

## إنتاج مسرحيات
1-مسرحية الهربان، إخراج عبد الغني زكي	سمير غانم	حنان شوقي		ميرة صدقي مصر
2- مسرحية محروس صائد الرؤوس، إخراج عبد الهادي طه سمير غانم فريدة سيف النصر		ممدوح وافي	مصر
3- مسرحية عسل وسكر، إخراج عبد الغني زكي	أحمد بدير سحر رامي		وحيد سيف مصر
4- مسرحية غريب الدار، إخراج فؤاد عبد الحي	نجاح الموجي	فريدة سيف النصر		ميمي جمال مصر
5-مسرحية اللعبة الجديدة، إخراج محمد أبو داوود محمد هنيدي سحر رامي		سعيد صالح
- جائزة الإنتاج الأول، مهرجان الإسكندرية السينمائي، مصر 1992
- جائزة من لجنة السورية صناعة السينما والتلفزيون السورية، سوريا 1992
- جائزة الإنتاج الأول، مهرجان الإسكندرية السينمائي، مصر 1993
- جائزة الإنتاج من اللجنة المصرية للأفلام - مصر 1993
- جائزة الشمال لدعم أفلام الجنوب لسيناريو فيلم سنين الرحمة 1998 - فرنسا تونس
- شخصية مواطن فخري من مدينة نانت (تكريم مهرجان نانت السينمائي)، فرنسا 2000
- سبعة وعشرين جائزة مختلفة من العديد من المهرجانات العربية لمختلف مجالات إنتاج الأفلام.
- كرم في افتتاح النسخة التاسعة من مهرجان أفلام السعودية 2023.[4][5]